# Asian Dub Foundation
Asian Dub Foundation (ADF) é uma banda de música eletrônica formada em 1993 em Londres, Inglaterra, que combina os estilos de rapcore, dub, dancehall e ragga com a música tradicional do Sul Asiático. O grupo incorpora sons tradicionais do rock, como baixo e guitarra, por meio de uma sonoridade derivada do punk rock. Sua música também é reconhecida pelos solos de baixo no estilo dub e de guitarra, inspirada no sitar, instrumento indiano, além das rimas de rap.

## História
Um professor de tecnologia musical, Dr. Das, juntou-se a um de seus alunos, o rapper Deeder Zaman e o ativista pelos direitos civis dos trabalhadores DJ Pandit G para criar um sistema de som destinado a tocar músicas anti-racistas. No ano seguinte, foi recrutado Chandrasonic e em 1995, completou-se a banda com a entrada de Sun-J.
Em 2000, ainda na turnê de lançamento do álbum Community Music, algumas mudanças ocorreram na formação da banda: Deeder saiu para se dedicar a organizações anti-racismo e entram para a banda Rocky Singh (baterista), MCs Aktarvata & Spex (músico) e Pritpal Rajput (músico).

## Álbuns

### Álbuns de estúdio
- Facts & Fictions (1995)
- R.A.F.I.  (1997)
- Community Music (2000)
- Enemy of the Enemy (2000)
- Tank (2005)
- Punkara (2008)
- A History of Now (2011)

#### Compilações, remixes e albuns ao vivo
- R.A.F.I. (1997) (originalmente lançado apenas na França)
- Rafi's Revenge (1998) (remix do álbum anterior)
- Conscious Party (1998) (originalmente lançado apenas na França)
- Frontline 1993-1997: rarities and remixes (2001)
- Live: Keep Bangin' on the Walls (2003) ao vivo na Ancienne Belgique
- Time Freeze: The Best of Asian Dub Foundation (2007)
- The Signal and the Noise (2013)(originalmente lançado apenas no Japão)
- More Signal More Noise: The Remixes (2015)
- Access Denied (2020)

### Singles
- 1997 "Naxalite"
- 1998 "Free Satpal Ram"
- 1998 "Buzzin'"
- 1998 "Black White"
- 2000 "Real Great Britain"
- 2000 "New Way, New Life"
- 2003 "Fortress Europe"
- 2003 "1000 Mirrors" (feat. Sinéad O'Connor)[1]
- 2011 "A History of Now"
- 2015 "Zig Zag Nation"
- 2015 "The Signal And The Noise"
- 2015 "Stand Up"
- 2020 "Comin' Over Here" UK #65

### DVDs
- Asian Dub Foundation Live (DVD) (2003)

## Curiosidades
- O nome do segundo álbum, R.A.F.I., é a abreviatura de Real Areas for Investigation.

- O terceiro álbum, Community Music, foi batizado com o nome do projeto no qual os integrantes se conheceram.

- O Asian Dub Fundation tem uma organização independente: a ADF Education. Esta provê estudos de música e tecnologia para jovens.

- É possível ouvir duas músicas do ADF: "Fortress Europe", durante o jogo Need for Speed: Underground e "Burning Fence" em Need for Speed Undercover.

- A música "19 Rebellions" do álbum Enemy of the Enemy, foi feita em conjunto com rappers brasileiros como Edi Rock do grupo Racionais MC's e trata do Massacre do Carandiru, ocorrido em 1992.

- A música "1000 Mirrors", na voz de Sinead O'Connor é uma homenagem[2] a Tsoora Shah,[3] mulher paquistanesa condenada num primeiro momento à 20 anos de prisão no Reino Unido por ter matado seu namorado que a violentava constantemente. Após intensa campanha em favor de Tsoora, ela teve sua pena de 20 para 12 anos de prisão.